# Ally MacLeod
Alistair MacLeod detto Ally (Glasgow, 26 febbraio 1931 – Glasgow, 1º febbraio 2004) è stato un allenatore di calcio e calciatore scozzese.
Talentuosa ala sinistra, fu commissario tecnico della Scozia nella spedizione di Argentina 1978.
Morì all'età di quasi 73 anni dopo aver lottato per lungo tempo contro la malattia di Alzheimer.

## Palmarès

### Giocatore

#### Competizioni regionali
- Glasgow Merchants Charity Cup: 1

Third Lanark: 1952

### Allenatore

#### Competizioni nazionali
- Coppa di Lega scozzese: 1

Aberdeen. 1976-1977